# Stefan Freudenberg
Stefan Freudenberg (* 1967) je bývalý německý zápasník – judista.

## Sportovní kariéra
Od roku 1987 se připravoval v Hannoveru pod vedením Jürgena Klingera. O pozici reprezentační jedničky soupeřil od roku 1988 s wittenským Michaelem Bazynskim. V roce 1989 se přes opravný pavouk stal nečekaně bronzovým medailistou z říjnového mistrovství světa v Bělehradě. Po znovusjednocení Německa v roce 1990 se v nově vzniklé německé reprezentaci neprosadil. Sportovní kariéru ukončil v polovině devedesátých let dvacátoho století.

### Výsledky
| Turnaj             | 1988 | 1989 | 1990 |
| Turnaj             | 21   | 22   | 23   |
| Turnaj             | −86  | −86  | −86  |
| ------------------ | ---- | ---- | ---- |
| Olympijské hry     | —    |      |      |
| Mistrovství světa  |      | 3.   |      |
| Mistrovství Evropy | ?    | —    | úč.  |
| Akademické MS      | 3.   |      | ?    |

### Olympijské hry a mistrovství světa
| Olympijské hry a mistrovství světa | Olympijské hry a mistrovství světa | Olympijské hry a mistrovství světa | Olympijské hry a mistrovství světa | Olympijské hry a mistrovství světa | Olympijské hry a mistrovství světa | Olympijské hry a mistrovství světa | Olympijské hry a mistrovství světa |
| Kolo                               | Výsledek                           | Bilance                            | Soupeř                             | Výsledek                           | Datum                              | Turnaj                             | Místo                              |
| 1989 Mistrovství světa do 86 kg    | 1989 Mistrovství světa do 86 kg    | 1989 Mistrovství světa do 86 kg    | 1989 Mistrovství světa do 86 kg    | 1989 Mistrovství světa do 86 kg    | 1989 Mistrovství světa do 86 kg    | 1989 Mistrovství světa do 86 kg    | 1989 Mistrovství světa do 86 kg    |
| ---------------------------------- | ---------------------------------- | ---------------------------------- | ---------------------------------- | ---------------------------------- | ---------------------------------- | ---------------------------------- | ---------------------------------- |
| o 3. místo                         | vítězství                          | 4-1                                | Roman Karger (TCH)                 |                                    | 11. října 1989                     | Mistrovství světa                  | Bělehrad, Jugoslávie               |
| opravy                             | vítězství                          | 3-1                                | Franco Ramos (CUB)                 |                                    | 11. října 1989                     | Mistrovství světa                  | Bělehrad, Jugoslávie               |
| opravy                             | vítězství                          | 2-1                                | Wang Nan (CHN)                     |                                    | 11. října 1989                     | Mistrovství světa                  | Bělehrad, Jugoslávie               |
| opravy                             | vítězství                          | 1-1                                | Giorgio Vismara (ITA)              |                                    | 11. října 1989                     | Mistrovství světa                  | Bělehrad, Jugoslávie               |
| 1/32                               | prohra                             | 0-1                                | Densign White (GBR)                |                                    | 11. října 1989                     | Mistrovství světa                  | Bělehrad, Jugoslávie               |

### Mistrovství Evropy
| Mistrovství Evropy               | Mistrovství Evropy               | Mistrovství Evropy               | Mistrovství Evropy               | Mistrovství Evropy               | Mistrovství Evropy               | Mistrovství Evropy               | Mistrovství Evropy               |
| Kolo                             | Výsledek                         | Bilance                          | Soupeř                           | Výsledek                         | Datum                            | Turnaj                           | Místo                            |
| 1990 Mistrovství Evropy do 86 kg | 1990 Mistrovství Evropy do 86 kg | 1990 Mistrovství Evropy do 86 kg | 1990 Mistrovství Evropy do 86 kg | 1990 Mistrovství Evropy do 86 kg | 1990 Mistrovství Evropy do 86 kg | 1990 Mistrovství Evropy do 86 kg | 1990 Mistrovství Evropy do 86 kg |
| -------------------------------- | -------------------------------- | -------------------------------- | -------------------------------- | -------------------------------- | -------------------------------- | -------------------------------- | -------------------------------- |
| 1/32                             | prohra                           | 0-1                              | Densign White (GBR)              |                                  | 13. května 1990                  | Mistrovství Evropy               | Frankfurt nad Mohanem, Německo   |